# Economische kwetsbaarheid
Economische kwetsbaarheid is de vorm van letselschade waarvan sprake is wanneer een letselschadeslachtoffer kwetsbaar blijft, ondanks dat het slachtoffer er al dan niet tijdelijk in inkomen na het ongeval op vooruit kan zijn gegaan. Het letselschadeslachtoffer loopt bijvoorbeeld nog het risico zijn weliswaar beter betaalde baan na het ongeval (vergeleken met zijn baan ten tijde van het ongeval) te verliezen door zijn gezondheidsklachten ten gevolge van het ongeval dat hem is overkomen.
De schadepost 'economische kwetsbaarheid' sluit de schadepost 'verlies aan verdienvermogen' (v.a.v.) uit, ook wel 'inkomensschade', 'verlies van arbeidsvermogen' en 'inkomstenderving' genoemd. Dus als er sprake is van economische kwetsbaarheid, kan er geen sprake zijn van verlies aan verdienvermogen. Andersom zal de schadepost 'economische kwetsbaarheid' niet kunnen worden opgevoerd als de aansprakelijke verzekeraar de volledige schadepost 'verlies aan verdienvermogen' vergoedt aan het slachtoffer.